# Кинематографија Румуније
Ово је историја кинематографије у Румунији.

## Увод
Прва јавна филмска пројеција у Румунији, одржана је 27. маја 1896. године у просторијама издавача француских новина „L’andependence Roumaine“ (Румунска независност) у Букурешту. Био је то чувени снимак уласка воза у станицу, браће Лимијер. 1897. реализовани су први румунски кратки документарци, који су приказивали улице града и јавне манифестације поводом народних празника. 1912. рођен је први играни филм “Independenta României“ (Независност Румуније), на чијем остварењу су радили фрацуски техничари користећи француску опрему. То је била реконструкција рата за независност. За почетак стварања Румунског филма заслужни су аматери. У периоду немог филма снимано је 7 филмова годишње, углавном мелодрама и документараца, а значајнији аутори били су Ј. Михаил и А. Петреску. Тада је основана и прва филмска школа.

## Развој румунског филма
1925. Аурел Петреску привлачи пажњу првим цртаним филмом „Paskala amorezat“.
Акустични филм је настао 1927. али због недостатка новца за опрему, први звучни филмови остају средњег квалитета и не прелазе границе.
Захваљујући младој позоришној глумици Елвири Попеску филм „Ţigancusa de la iatac“ постиже велики успех 1830. Елвира која у овом филму дебитује, касниије гради велику каријеру у Францускуј.
Један, такође, важан филм снимио је редитељ Јон Георгеску „O noapte furtunoasa“ (олујна ноћ) према чувеном комаду I. L. Caragiala.
Значајнији развој десио се 1930. када је и држава почела да улаже у филмску индустрију. После II Светског Рата преузела је и финансирала филмску продукцију и дистрибутивне компаније, сто је довело до њихове експанзије и различитости. Међутим, држава је поседовала само једну платформу од једва 200 m², већ застарелу опрему која је допуштала приказивање само једног дугометражног и неколико краткометражних филмова годишње, а квалитетни техничари готово да нису ни постојали.
„Rasuna valea“ (Долина која одзвања) био је први дугометражни филм снимљен након рата, 1949.
Полако, продукција се организује и запаженији снимљени филм „“ (Срећни млин) 1956. снима Victor Iliu (према новели Iona Slavicia) који за асистента узима Livia Ciuleia који ће се тек касније истаћи.
Међутим, румунски филмови још увек немају своју карактеристичну црту, и у најуспелијим делима се наслућује утицај страних филмова и дијалози својствени за позориште.

## Почетак румунског цртаног филма
Јон Попеску-Гопо био је оснивач румунске школе цртаног филма. Студирао је на факултету лепих уметности у Букурешту а затим одлази у Москву где дипломира на одсеку за анимацију. У почетку је радио као карикатуриста у новинама, затим почиње да ствара бројне анимиране филмове у којима се као главни лик појављује човечуљак који га је прославио, назван “omuleţul lui Gopo“. 1957. године, у Кану, осваја „Златну палму“ за краткометражни филм „Scurta istorie“ (Кратка прица). Његови значајни дугометражни филмови су „Sa furat o bomba“ (Украдена бомба) снимљен 1961, шаљива прича о изгубљеној а затим и пронађеној атомској бомби, и „Paşi spre luna“ (Кораци ка месецу) из 1963. који говори о сну једног космонаута пред полетање. Гопо остаје најзанимљивији стваралац румунске кинематографије.

## Студио „“
Бољу продукцију и дистрибутивну организацију допринело је отварање првог филмског студиа Буфтеа 1959. у близини Букурешта, које је дало полет новој генерацији. Овај студио чини најважнији филмски комплекс у Европи. Са лабораторијама, атељеима, дворанама, салама за пројекцију, снабдевена је модерном опремом, садржи четири позорнице од по 900, једну од 300 и једну од чак 3000 m². Годишња производња дугометражних филмова тада износи 16 филмова годишње, а њихов квалитет се брзо побољшава позетком шездесетих.
Значајнији филмови тог периода су „Setea“ (Жеђ) 1961. Мирча Драгана; наградјен „Dumenica la ora 6“ (Недеља у шест) 1966. Лучијана Пинтилија; „Procesul alb“ (Бели процес) Јулиана Миха; „Rascoale“ (Устанак) Мирча Мурешана.
Први филмови Стаљиновог периода били су докази сиромашног развијања филмске традиције и идеолошких порука, које су се углавном заснивале на радовима румунских писаца. Први запаженији филм „“ (Срећни Млин), редитеља Виктор Илију снимљен је 1957. и исте године приказан на канском фестивалу. Познати редитељ Ливију Ћулеј, дебитовао је са филмом „Valurile Dunării“ (Таласи дунава), којим је 1965. освојио „Кристални глобус“ на фестивалу „Карлове Вари“. Његов трећи филм, „Padurea spanzuratilor“ (Шума Обешених), приказан је на канском фестивалу где је добио награду за најбољу режију. Тада Ливиу прелази у позориште и почиње интернационалну каријеру.

## Стање румунске кинематографије данас
Након пада комунизма, редитељи добијају слободу изражавања али због економске кризе и мањка новчаних фондова, филмска продукција се смањила за 10-15 филмвоа годишње. Најзначајнији продуценти данас су: Lucian Pintilie, Mircea Daneliuc, Dan Pita који филмом „Hotel de Lux“ осваја „сребрног лава“ на фестивалу у Венецији 1992.
Најновији страни филмови, које из иностранства увозе приватне компаније, лишавају румунску филмску продукцију публике. 70-их и 80-их око 120-150 филмова је увезено сваке године, највише из Централних и Источноевропских земаља. Број биоскопских сала повећао се од 338, 1938. до 6275, 70-их година, и публика је пратила тај пораст, попевши се са 41 милион на 138 милиона гледалаца годишње. 90-их број биоскопских сала као и посећеност је драматично смањен. Број гледалаца од 190-200 милиона, колико их је било 80-их, пао је на 130 милиона 1990. а затим на 12,5 милиона 1996. Највеће улоге у данашњој румунској кинематографији имају Луциан Пинтилие, Мирцеа Данелиуц, Дан Пита, Nae Caranfil, Radu Gabra и други.

## Међународни фестивал
Једини међународни филмски фестивал у Румунији одржава се у Трансилванији. Основан је 2001. са циљем да промовише младе филмске ствараоце и помогне дистрибуцији и промоцији европских остварења. Такође се одржавају бројна предавања и конференције о филмској продукцији и дистрибуцији како би се младим генерацијама наметнуо укус за добар филм. Овом фестивалу је у циљу да промовише филмску уметност приказујући неке од најспектакуларнијих и најновијих филмова који се истичу оригиналношћу и слободом изражавања.